# Cenél Conaill
Os Cenél Conaill é a "tribo" ou descendentes de Conall Gulban, filho de Niall Noígiallach definido pela história oral e registrada. Eles também eram conhecidos na Escócia como o clã de São Columba.
As dinastias fundadas pelos filhos de Niall incluem os Cenél Conaill, Cenél Eogain e Cenél Eanna.

## Ancestrais dos Cenél Conaill
```
 
Niall Noígiallach
, morto c. 405.
   |
   |________________________________________________________________________________
   |               |              |          |               |                   |
   |               |              |          |               |                   |
   
Conall Gulban
   Eoghan      
Coirpre
    Fiacha    Conall Cremthainne      
Lóegaire

   |               |              |          |               |                   |
   |               |              |          |               |                   |
   |        
Cenél nEógain
         |      
Cenél Fiachach
      |           
Cenél Lóegaire

   |                                          |              |
   |                         
Cenél Coirpri
                  / \
   |                                                       /   \
   |                                                      /     \
   |                                        
Clann Cholmáin
     
Síl nÁedo Sláine

   |
  Cenél Conaill de 
In Fochla

   |
   |_________________________________________________
   |                  |                           |
   |                  |                           |
   Fergus Cennfota    Doi                         Enna Bogaine
   |                 (Cenél nDuach)              (Cenél mBogaine)
   |                  |                           também (Cenel Enda)______
   |                  |                           |                     |
   |                  |                           |                     |
   |                  |                           |                Ua Breslin
   |                  |                           |                de Cinel Enda
   |                  |                           |
   |                  |                           |
   |                  Ninnid, fl. 561           Melge
   |                  |                           |
   |                  |                           |
   |                  Baetan, morto em 586     Brandub
   |                                              |
   |_________                                     ?
   |        |                                     |
   |        |                                   Garban
   Setna    Feidlimid                             |
   |        |                                     |
   |        |                                 Sechnasach, Rí Cenél mBogaine, morto em 609                                      !
   !        !                                     !
   !        !                                     !
   !        !___________                          !
   !        !          !                          !
   !     Eoghan 
Columb Cille
, 521-597
   !        !                                     !
   !        !                                     !
   !     O'Freel                                  !
   !                                              !
   |_______________________________               |______________
   |                     |        |               |             |
   |                     |        |               |             |
   Ainmire, morto 569  Colum    Lugaid          Mael Tuile    Bresal, morto em 644
   Ri da Irlanda                  |               |               |
   |                              |               |
   |                       
Cenél Lugdach
      Dungal, Rí Cenél mBogaine, morto em 672
   |                              |               |
   |                              |               |______________
   |                            Ronan             |            |
   |                              |               |            |
   |                              |               Sechnasach   Dub Diberg, morto em 703
   |                            Garb              |            |
   |                              |               ?            |
   |                              |               |            Flaithgus, morto em 732
   |                              |           Forbasach        |
   |                              |       Rí Cenél mBogaine    ?
   |                          Cen Faelad     morto em 722      |
   |                              |                          Rogaillnech, morto em 815
   |       _______________________|
   |       |                      |
   |       |                      |
   |       Mael Duin          Fiaman
   |       |                       |
   |       ?                       ?
   |       |                       |
   |       Airnelach       Maenguile
   |       |                       |
   |       |                       |
   |       |                       |
   |       |                       |
   |       Cen Faelad     Dochartach
   |       |           (
Clann Ua Dochartaig
)
   |       |
   |       |____________________________________________
   |       |                                           |
   |       |                                           |
   |       Dalach, 'Dux' Cenél Conaill, morto 870    Bradagain
   |       |                                           |
   |       |                                           |
   |       Eicnecan, Rí Cenél Conaill, morto 906     Baigill
   |       |                                        (Clann Ua Baighill)
   |       |
   |       |_______________________________________________________________________
   |       |   !        !          !                   !                           !
   !       !   !        !          !                   !                           !|   !       !   !        !          !                   !                           !                |       dois filhos Flann      Adlann            Domnall Mor                Conchobar
   |    morto 956 & 962.       Abade de Derry   (Clann Ua Domnaill
   |                              morto 950        Reis de Cenel Conaill após 1270)
   |
   |_______________________
   |                  |
   |                  |
   
Áed
, morto em 598            Ciaran
   |                  |
   |                  |
   |                  Fiachra, fundador de 
Derry
, morto 620
   |
   |__________________________________________________________
   |                      |           |                      |
   |                      |           |                      |
   
Domnall
, morto 642    Conall Cu   Mael Cobo, morto 615  Cumuscach, morto 597
   Grande Rei              morto 604  Grande Rei da Irlanda    |
   da Irlanda                         |____________
   |                                  |            |
   |                                  |            |
   |                                Cellach      Conall Cael
   |                                  |  ambos mortos  658/664
   |                                  |
   |                           (Clann Ua Gallchobair)
   |
   |
   |_____________________________________________________________________________
   |                      |           |           |                |             !
   |                      |           |           |                |             !
   Oengus, morto 650   Conall      Colgu   Ailill Flannesda  Fergus Fanat
   |                   morto 663  morto 663   morto 666       morto 654                                                            !
   |                                                                             !
   !                                                                             !
   !                                                                             !
   |                                                                             |
   |                                                                    Congal Cenn Magair
   |                                                                  morto 710
   |                                                                   Grande Rei da Irlanda
   |                                                                             !
   |                                                        _____________________|_______
   |                                                        |         |                 |
   |                                                        |         |                 |
   |                                                     Donngal  Flann Gohan        Conaig
   |                                                   morto 731    morto 732        morto 733
   !                                                            !
   !                                                            !
   |                                                       O'Breslin-Fanat
   Loingsech, morto 703
   Grande Rei da Irlanda
   |
   |_____________________________________________________________________
   |                                |                    |      |      |
   |                                |                    |      |      |
   Flaithbertach, deposto 734.  Fergus, morto 707  três outros filhos, todos mortos em 703
   |
   |_______________________________________________________________________
   |                                                 |                  |
   |                                                 |                  |
   Aed Muinderg, Ri In Tuisceart, morto 747.     Loingsech          Murchad
   |                                           Rí Cenél Conaill   Rí Cenél Conaill
   |_______________                                morto 754         morto 767
   |              |                                                     |
   |              |                                                     |
   Domnall      Donnchad                                            Mael Bresail
  morto 804   fl. 784                                        Rí Cenél Conaill
   |                                                                morto 767
   |                                                                     |
   Flaithbertach                                                         |
   |                                                                   Oengus
   |                                                                     |
   Canannan                                                              |
  (Ua Canannain)                                                     Mael Doraid
                                                                   (Ua Maildoraid)
 Ri Cenel Conaill                                                         |
                                                                   _______|_______
                                                                  |               |
                                                                  |               |
                                                                 Fogartach    Mael Bresail
                                                            Rí Cenél Conaill  Rí Cenél Conaill
                                                                 morto 904         morto 901
```

## História oral
Conall Gulban, filho de Niall dos Nove Reféns, fundador do reino de Tír Conaill (Tyrconnell) no século V. Compreende muito do que é hoje o condado de Donegal, e diversas áreas ao redor.

## Leituras adicionais
- O'Brien, Michael A., ed.; Kelleher, John V. (intro. na reedição de 1976 e 2005) (1962). Corpus Genealogiarum Hiberniae. 1. Dublin: DIAS. pp. 163–5, 435. ISBN 0901282316. OCLC 56540733. genealogias para os Cenél Conaill do norte.